# ذخایر ملی طبیعت بائوتیانمن
ذخایر ملی طبیعت بائوتیانمن (به لاتین: Baotianman National Nature Reserve) یک منطقه حفاظت‌شده در چین است که در استان هنان واقع شده‌است.